# Adrián Paenza

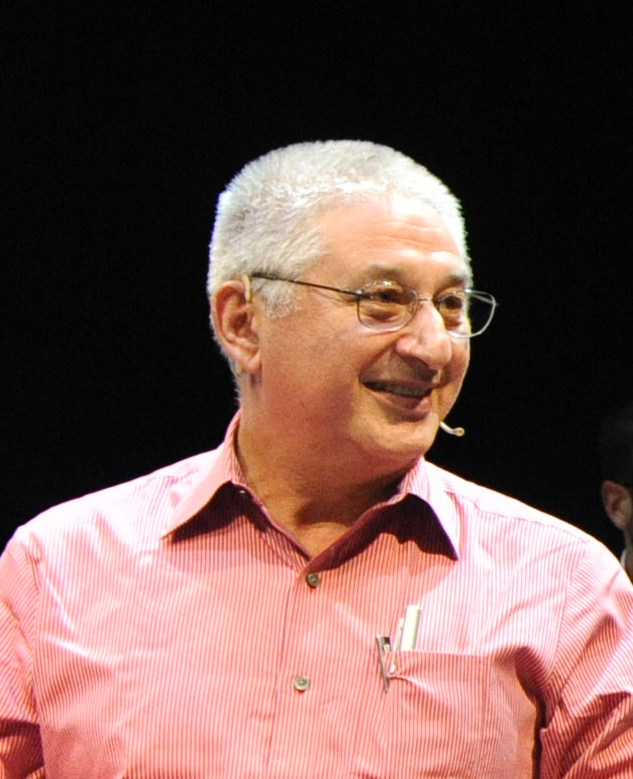
Adrián Paenza

Adrián Arnoldo Paenza (* 9. Mai 1949 in Buenos Aires) ist ein argentinischer Journalist, Autor und Mathematiker.
Paenza wurde 1979 bei Miguel Herrera an der Universität Buenos Aires in Mathematik promoviert (Propiedades de corrientes residuales en el caso de intersecciones no completas). Er ist Professor an der Universität von Buenos Aires und außerdem Journalist, der für Radio, Fernsehen und große Tageszeitungen in Argentinien arbeitete. Er war Moderator für TEDx Buenos Aires.
2014 erhielt er für seine Beiträge zur Popularisierung der Mathematik in Argentinien den Leelavati-Preis der International Mathematical Union.
Seine Kinderbücher mit mathematischen Themen (eines davon wurde auch ins Deutsche übersetzt) waren in Argentinien Bestseller, darunter eine Reihe von Büchern mit dem Serientitel *Matemática... ¿estás ahí?

## Schriften
- Mathematik durch die Hintertür: Faszinierende Reisen in die Wunderwelt der Zahlen, Anaconda Verlag 2012, ISBN 3-86647-823-2 (Kinderbuch)